# 가비 가르시아
가비 가르시아(Gabbi Garcia, 1998년 12월 2일 ~ )는 필리핀의 배우, 가수, 모델이다.